# Мелекасово
Мелекасово (баш. Мәләкәҫ) — деревня в Мечетлинском районе Республики Башкортостан Российской Федерации. Входит в состав Алегазовского сельсовета.

## География

### Географическое положение
Деревня расположена на реке Мелекас.
Расстояние до:
- районного центра (Большеустьикинское): 21 км,
- центра сельсовета (Алегазово): 9 км,
- ближайшей ж/д станции (Красноуфимск): 127 км.

## Население
| 1939 | 1959 | 1970 | 1979 | 1989 | 2002 | 2009 |
| ---- | ---- | ---- | ---- | ---- | ---- | ---- |
| 310  | ↗415 | ↘382 | ↘319 | ↘282 | ↘274 | ↘254 |
| 2010 |      |      |      |      |      |      |
| ↗259 |      |      |      |      |      |      |

Национальный состав
Согласно переписи 2002 года, преобладающая национальность — башкиры (98 %).